# Galeodes dahlahensis
Espèce
Synonymes
- Galeodellus lindbergi Roewer, 1960 nec Roewer, 1960

Galeodes dahlahensis est une espèce de solifuges de la famille des Galeodidae.

## Distribution
Cette espèce est endémique d'Afghanistan.

## Description
Le mâle holotype mesure 37 mm.

## Étymologie
Son nom d'espèce, composé de dahlah et du suffixe latin -ensis, « qui vit dans, qui habite », lui a été donné en référence au lieu de sa découverte, Dahlah.

## Publications originales
- Harvey, 2002 : Nomenclatural notes on Solifugae, Amblyppygi, Uropygi and Araneae (Arachnidda). Records of the Western Australian Museum, vol. 20, p. 449-459.
- Roewer, 1960 : Solifugen und Opilioniden, Araneae, Orthognathae, Haplogynae und Entelegynae (Contribution à l’étude de la faune d'Afghanistan, 23). Göteborgs Kungliga Vetenskaps- och Vitterhets-Samhälles handlingar, Göteborg, Ser. B, Matematiska och naturvetenskapliga skrifter, vol. 8, no 7, p. 1-53.